# 会津若松警察署
会津若松警察署（あいづわかまつけいさつしょ）は、福島県警察が管轄する警察署の一つである。所在地は福島県会津若松市山見町248。

## 管轄区域
- 会津若松市
- 大沼郡会津美里町

## 沿革
- 1872年 - 馬場一之竪町に若松警察署として開署[1]。
- 1910年 - 新庁舎が落成[2]。
- 1944年 - 若松市立会津図書館の敷地内に新庁舎が落成[3]。
- 1974年 - 山見町に新築移転[3]。
- 1999年度 - 分庁舎を建設[4]。
- 2007年度 - 本庁舎を改修[4]。
- 2010年4月1日 - 会津美里警察署を当署の会津美里分庁舎に組織変更[5]。

## 組織
- 署長（警視）
- 副署長（警視）
- 警務課
- 会計課
- 刑事官　- 刑事1課・刑事2課
- 生活安全課
- 地域課
- 交通1課
- 交通2課
- 警備課

## 分庁舎
- 会津美里分庁舎 - 大沼郡会津美里町字鹿島3057-1

## 交番
- 一箕交番 - 会津若松市一箕町大字八幡字北滝沢237-3
- 駅前交番 - 会津若松市駅前1-2
- 栄町交番 - 会津若松市栄町5-21
- 城前交番 - 会津若松市追手町5-41
- 城西交番 - 会津若松市材木町1丁目8-25
- 七日町交番 - 会津若松市西七日町5-3

## 駐在所
- 大戸駐在所 - 会津若松市大戸町上三寄香塩480-3
- 河東駐在所 - 会津若松市河東町郡山休ミ石10-3
- 北会津駐在所 - 会津若松市北会津町下荒井1
- 八田駐在所 - 会津若松市河東町八田字八田野179
- 湊駐在所 - 会津若松市湊町共和家ノ下2-1
- 門田駐在所 - 会津若松市門田町堤沢北村203-6

以下は会津美里分庁舎管内  
- 会津本郷駐在所 - 大沼郡会津美里町字北川原34-1
- 尾岐駐在所 - 大沼郡会津美里町吉田字村中乙214-1
- 新鶴駐在所 - 大沼郡会津美里町鶴野辺字八幡乙956-1